# Papaipema mulleri
Papaipema mulleri là một loài bướm đêm trong họ Noctuidae.